# Death of a Virgin, and the Sin of Not Living
Death of a Virgin, and the Sin of Not Living ist ein Filmdrama von George Peter Barbari. Der Film feierte im Juni 2021 bei den Internationalen Filmfestspielen Berlin seine Premiere.

## Handlung
Etienne hat sich mit seinen drei Freunden auf den Weg in die Stadt gemacht. Sie haben Geld zusammengelegt, um ihren ersten Sex mit einer Prostituierten zu erleben. Unterwegs prahlen sie pausenlos voreinander und witzeln herum, um ihre Nervosität zu überspielen.

## Produktion

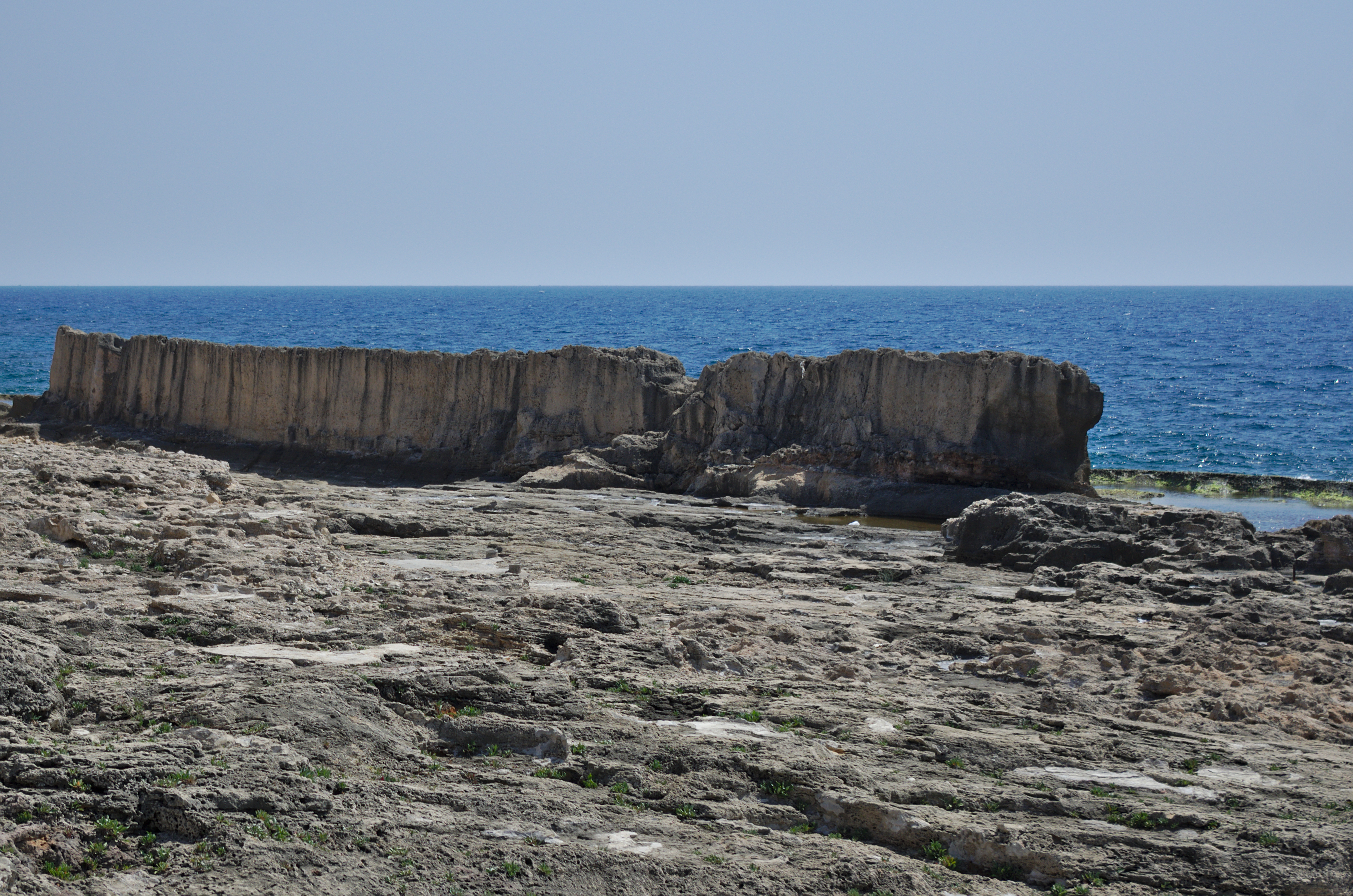
Einer der Drehorte: der Strand von Batroun

Regie führte George Peter Barbari, der auch das Drehbuch schrieb.
Gedreht wurde in Batroun. Die Dreharbeiten wurden Mitte Oktober 2019 beendet, zu Beginn der Proteste im Libanon.
Anfang März 2021 erfolgte eine Vorstellung des Films beim European Film Market im Vorfeld der Internationalen Filmfestspiele Berlin, die eigentliche Premiere beim Open Air stattfindenden Berlinale Summer Special im Juni des gleichen Jahres. Im November 2021 wurde er beim Cork International Film Festival gezeigt.

## Auszeichnungen
Internationale Filmfestspiele Berlin 2021
- Nominierung für den Panorama Publikumspreis

International Istanbul Film Festival 2021
- Nominierung für die Goldene Tulpe im internationalen Wettbewerb (George Peter Barbari)
- Auszeichnung mit dem FIPRESCI-Preis[5]

New Horizons International Film Festival 2021
- Nominierung im internationalen Wettbewerb[6]